# Сен-Жан-де-Бёф
Сен-Жан-де-Бёф (фр. Saint-Jean-de-Boeuf) — коммуна во Франции, находится в регионе Бургундия. Департамент коммуны — Кот-д’Ор. Входит в состав кантона Сомбернон. Округ коммуны — Дижон.
Код INSEE коммуны — 21553.

## Население
Население коммуны на 2010 год составляло 113 человек.
| 1962 | 1968 | 1975 | 1982 | 1990 | 1999 | 2010 |
| ---- | ---- | ---- | ---- | ---- | ---- | ---- |
| 110  | 66   | 51   | 59   | 56   | 65   | 113  |

## Экономика
В 2010 году среди 68 человек трудоспособного возраста (15—64 лет) 53 были экономически активными, 15 — неактивными (показатель активности — 77,9 %, в 1999 году было 68,9 %). Из 53 активных жителей работали 49 человек (26 мужчин и 23 женщины), безработных было 4 (2 мужчин и 2 женщины). Среди 15 неактивных 3 человека были учениками или студентами, 6 — пенсионерами, 6 были неактивными по другим причинам.